# Діброва Олексій Тимофійович
Дібро́ва Олексі́й Тимофі́йович (12 листопада 1904 — 21 січня 1973) — український економіко-географ, доктор географічних наук, професор Київського національного університету імені Тараса Шевченка; розробив схему економічних районів України на основі природно-історичних особливостей території.

## Біографія
Народився 12 лютого 1904 року в селі Тупичеві, тепер Городнянського району Чернігівської області. Навчався у середній школі в місті Городня, закінчив спеціальноекономічну профшколу в 1922 році.
Закінчив 1927 року Київський кооперативний інститут, у 1932 році аспірантуру Харківського науково-дослідного інституту географії і картографії за спеціальністю «економічна географія». 
У 1930–1933 роках викладав у Харківському фінансовому інституті та Харківському інституті торгівлі. 
У 1933–1934 роках працював доцентом Педагогічного інституту, Військово-політичної академії у Ленінграді. 
У 1934–1941 роках викладач Київського кооперативного інституту. У Київському університеті працював з 1934 року доцентом кафедри економічної географії, завідувачем відділом економічної географії науково-дослідного інституту географії (до 1937). За сумісництвом завідував кафедрою економічної географії Київського державного педагогічного інституту імені М. Горького. 
У 1944–1947 роках працював у Київському університеті на посаді директора науково-дослідного інституту географії. Завідував відділом методики географії Науково-дослідного інституту педагогіки УРСР. 
У 1944–1956 роках обіймав посаду завідувача кафедри економічної географії Київського педінституту. 
У 1959–1973 роках завідувач кафедри економічної та соціальної географії Київського університету. Кандидатська дисертація «Економіко-географічна характеристика Бессарабії (МАРСР)» захищена у 1936 році. Докторська дисертація з питань економічної географії України захищена у 1959 році. Читав лекції з економічної географії на економічному факультеті та факультетах міжнародних відносин та журналістики Київського університету. Фахівець у галузі дослідження географії господарства держави та її регіонів, економічного районування території України, методики викладання географії. Підготував 10 кандидатів наук.
Похований у Києві, на Байковому цвинтарі.

## Нагороди і відзнаки
Нагороджений орденом Трудового Червоного Прапора.

## Наукові праці
Основні праці:
1. Географія Української РСР: Підручник для студентів географічних факультетів університетів і педінститутів України. — К., 1954, 1958, 1982.
2. Географія Української РСР: Підручник для середньої школи (12 видань).
3. Соціалістичний Донбас. — К., 1952;
4. Українська РСР. — К., 1954
5. Закарпатська область. — К., 1952, 1967.